# 마쓰오카 야스코와
마쓰오카 야스코와(일본어: 松岡康毅, 1846년 8월 14일(고카 3년 6월 23일) ~ 1923년(다이쇼 12년) 9월 1일)는 일본 제국의 관료이자 정치가이다. 검사총장, 농상무대신, 귀족원의원을 역임하였고 일본 법률학교 제2대 교장, 니혼 대학 초대 학장과 초대 총장을 지냈다.